# Port Richey
Port Richey é uma cidade localizada no estado americano da Flórida, no condado de Pasco. Foi incorporada em 1925.

## Geografia
De acordo com o United States Census Bureau, a cidade tem uma área de 7,4 km², onde 5,7 km² estão cobertos por terra e 1,7 km² por água.

### Localidades na vizinhança
O diagrama seguinte representa as localidades num raio de 8 km ao redor de Port Richey.

## Demografia
Segundo o censo nacional de 2010, a sua população é de 2 671 habitantes e sua densidade populacional é de 464,5 hab/km². Possui 1 772 residências, que resulta em uma densidade de 308,2 residências/km². É a localidade que, em 10 anos, teve a maior redução populacional do condado de Pasco.